# Уэствуд (Массачусетс)
Вествуд (распространено Уэствуд) — город в округе Норфолк, штат Массачусетс, США. На момент переписи населения Соединенных Штатов 2020 года численность населения составляла 16 266 человек.

## История
Вествуд был впервые заселен в 1641 году и был частью города Дедхэм, первоначально называвшегося «Уэст-Дедхэм», пока он не был официально инкорпорирован в 1897 году. Это был последний город, отделившийся от первоначального города Дедхэм. С самого начала поселения Дедхэм жители участка Клэпборд-Триз были «богатой, искушенной группой, знакомой с воротилами провинциальной политики и склонной к религиозному либерализму, который был в моде в Бостоне». Жителям были безразличны политически более влиятельные кальвинистские взгляды Бостона и они попросили отделения..